# Келлер, Йоп
Йоханнес Маринюс (Йоп) Келлер (нидерл. Johannes Marinus "Joop" Keller; 20 мая 1917, Амстердам — 17 июня 2000, там же) — нидерландский футболист, игравший на позициях полузащитника и нападающего, выступал за команды КФК, «Аякс», ДВС и СДВ.

## Спортивная карьера
В 1930-х годах выступал в чемпионатах Амстердамского футбольного союза и Амстердамского народного футбольного союза, играл за команды ВМК, СДС и СЕМО.
В январе 1939 года запросил перевод в клуб КФК из Ког-ан-де-Зана. На тот момент он проживал в западной части Амстердама по адресу Харлеммервег 167. 16 апреля дебютировал за КФК в товарищеском матче против ОСВ. В июле получил разрешение на выступление в команде с нового сезона, а в ноябре был заявлен за второй состав КФК. Первую игру в чемпионате Нидерландов провёл 17 марта 1940 года против АДО — в конце первого тайма Келлер забил гол, сравняв счёт, но во второй половине игры гости реализовали пенальти и одержали победу со счётом 1:2. В дебютном сезоне играл на позициях правого полусреднего и центрального нападающего, КФК по итогам чемпионата занял 9-е место в своей группе.
В январе 1942 года запросил перевод в амстердамский «Аякс», а уже в августе был принят в клуб. В команде дебютировал 1 ноября 1942 года в матче чемпионата с РФК — встреча в Роттердаме завершилась поражением «Аякса» со счётом 6:3. В дебютном сезоне принял участие только в одной игре. «Аякс» по итогам сезона занял 6-е место во второй западной группе и не смог выйти в финальную часть чемпионата Нидерландов.
В сезоне 1943/44 сыграл в трёх матчах чемпионата. Впервые в сезоне попал в стартовый состав 17 октября 1943 года в домашней игре против ДХК из Делфта, сыграв на позиции правого полузащитника. На домашнем стадионе «Де Мер» амстердамцы уступили гостям со счётом 0:2. В последний раз в чемпионате за «Аякс» выходил на поле 31 октября 1943 года в матче с клубом «’т Гой» из Хилверсюма. В конце мая 1944 года принял участие в нескольких выставочных матчах «Аякса», который был представлен в основном резервными игроками, включая Вима Геркинга и Вима Класена.
После «Аякса» выступал за амстердамский ДВС. В январе 1947 года подал запрос на переход в СДВ, выступавший во втором классе чемпионата. В июле он получил разрешение на смену клуба, но через два месяца отозвал заявку. В 1948 году всё же перешёл в СДВ.
После завершения игровой карьеры работал тренером в любительских командах.

## Личная жизнь
Йоп родился в мае 1917 года в Амстердаме. Отец — Германюс Йоханнес Келлер, был родом из Амстердама, мать — Мария Алида Деккер, родилась в Нардене. Родители поженились в феврале 1902 года в Амстердаме — на момент женитьбы отец работал водопроводчиком. В их семье воспитывалось ещё восемь детей: пятеро сыновей и трое дочерей.
Женился в возрасте двадцати четырёх лет — его супругой стала 22-летняя Петронелла Корнелия ван Алстеде, уроженка Амстердама. Их брак был зарегистрирован 10 сентября 1941 года в Амстердаме. В 1942 году в его семье родилась дочь по имени Ивонне Силвия Олга Присцилла, а в 1949 году вторая девочка — Андреа Аукье Марина Шарлотте Гералдина.
Умер 17 июня 2000 года в Амстердаме в возрасте 83 лет.